# Marcel Schuon
Marcel Schuon (* 28. April 1985 in Freudenstadt) ist ein ehemaliger deutscher Fußballspieler und jetziger Fußballtrainer. 

## Karriere
Schuon begann seine Karriere beim TSV Haiterbach, ehe er 1996 im Alter von elf Jahren in die Jugendmannschaft des VfB Stuttgart wechselte. Im Sommer 2003 wurde er in die Reservemannschaft des VfB berufen, für die er 85 Regionalligaspiele absolvierte und drei Tore erzielte. Während seiner Zeit beim VfB Stuttgart kam er zu 39 Einsätzen für diverse Juniorennationalmannschaften und nahm an der U-17-Fußball-Europameisterschaft 2002 und der Junioren-Fußballweltmeisterschaft 2005 teil. Zur Saison 2007/08 wechselte Schuon schließlich zum VfL Osnabrück in die 2. Bundesliga. Am 10. August 2007 gab er im Spiel gegen den SC Freiburg sein Debüt. Zur Saison 2009/10 wechselte der Abwehrspieler in die 3. Liga zum SV Sandhausen.
Im Zuge des Fußball-Wettskandals 2009 wurde bei Schuon eine Hausdurchsuchung durchgeführt. Später räumte er ein, sich zu Manipulationen im Punktspiel gegen den FC Augsburg bereit erklärt zu haben, in das Spiel habe er jedoch nicht entscheidend eingegriffen. Danach wurde sein Vertrag vom SV Sandhausen fristlos gekündigt. Das DFB-Sportgericht sprach im August 2010 rückwirkend eine Spielsperre von zwei Jahren und neun Monaten wegen „unsportlichen Verhaltens“ gegen Schuon aus. Der DFB-Kontrollausschuss und das Sportgericht sahen es als erwiesen an, dass sich Schuon in vier Partien zur Spiel-Manipulation bereit erklärt hatte, tatsächlich durchgeführte Manipulationen konnten ihm allerdings nicht nachgewiesen werden. Er wurde bis 31. August 2012 gesperrt. Strafrechtlich verurteilte ihn das Amtsgericht Bochum im Dezember 2009 zu einer Haftstrafe von zehn Monaten auf Bewährung.
Nach Ablauf seiner Sperre schloss sich Schuon dem württembergischen Landesligisten VfL Nagold an, wo bereits sein Cousin Nils spielte. Nach nur sechs Pflichtspielen für den VfL erlitt Marcel Schuon im September 2012 einen Kreuzbandriss, der ein Jahr Pause nach sich zog. Mit dem VfL Nagold stieg er dennoch 2013 in die Verbandsliga Württemberg auf, dort gab Schuon im Oktober 2013 sein Comeback in einem Ligaspiel. Nach einer weiteren Kreuzbandoperation und einem Knorpelschaden im Knie drohte ihm 2016 das Karriereende. Zur Saison 2016/17 übernahm er bei seinem Jugendverein, dem Bezirksligisten TSV Haiterbach, das Traineramt. Ende Februar 2023 trat er von seinem Posten zurück, das Team befand sich zu diesem Zeitpunkt auf einem Abstiegsplatz. Zur Saison 2024/25 übernahm Schuon als Cheftrainer den in der Landesliga spielenden VfL Nagold.